# 電子納税
電子納税（でんしのうぜい）とは、自宅や会社からインターネット経由などで電子的に国税の納付手続を行うもの。納付方法は、「ダイレクト納付」と「インターネットバンキング等による納付」の2つがある。納税には、ペイジーが使われている。

## 長所
長所は以下のとおり。
- インターネット経由などを利用することで、時間や場所の制約がなくなる。（特に、毎月源泉所得税を納めている方）
- 即時に納付出来るだけでなく、納付日を指定して納付することも出来る。この場合、原則として納期限までの日付となる。
- 税理士が納税者に変わって納付手続を行うことが出来る。

## 短所
短所は以下のとおり。
- パソコンを所有しておりなおかつインターネットが出来る環境であることが必要。
- 領収書が発行されない。(必要な方は税務署へ納税しなければならない）
- e-Taxの利用時間内かつ、金融機関のシステムが稼働している時間内でなければ、電子納付が出来ない。

## ダイレクト納付
対応している税科目は下記の7科目が基本。なお、e-Taxで納付情報を登録することで全ての税科目を電子納税することが出来る。
1. 源泉所得税
2. 法人税
3. 消費税
4. 地方消費税
5. 申告所得税
6. 酒税
7. 印紙税

## インターネットバンキング等による納付
この方法にて納付する時は、電子証明書が不要となっている。納付の際は、「登録方式」と「入力方式」の2つの方法がある。

### 登録方式
この登録方式は、全ての税科目に対応している。e-taxが利用できて初めて出来る方式。

### 入力方式
この入力方式は、納付情報データを利用者が作成して電子納税する方式。